# 슈토크호른 (체르마트)
슈토크호른(독일어: Stockhorn, 3,532m)은 스위스 페나인 알프스의 체르마트 마을의 남동쪽에 위치한 산이다. 그것은 고르너그라트 동쪽의 핀델 빙하와 고르너 빙하 사이의 산맥에 있다.
슈토크호른은 체르마트 스키장의 일부이다. 해발 3,405m의 지금은 없어진 케이블카 정류장이 정상 서쪽에 있다. 고르너그라트와 호텔리를 통해 슈토크호른을 연결하는 원래의 공중 트램웨이는 2007년에 해체되었다.